# Lega Italiana Touch Rugby
La Lega Italiana Touch Rugby, conosciuta con l'acronimo LITR, è l'associazione sportiva nazionale che gestisce l'attività del Touch Rugby IRB in Italia. Fondata nel 2008, dall'anno successivo ha organizzato la prima Coppa Italia e dalla stagione 2009/2010 organizza il campionato italiano di rugby al tocco, chiamato dalla stagione 2011/2012 Winter League. Dal 2013 la stagione inizia a gennaio e finisce a maggio.
Dal 2010 collabora attivamente con l'International Rugby Board con i propri tecnici ed ha contribuito alla stesura del primo regolamento ufficiale di Touch Rugby IRB datato novembre 2010.
Attualmente l'associazione si occupa di gestire e/o patrocinare la Coppa Italia, il Campionato Nazionale e i vari Tornei estivi sia sociali che promozionali con collaborazioni attive con numerose ONLUS ed associazioni di volontariato di livello internazionale.

## Storia
Si hanno notizie della presenza del Rugby al tocco negli allenamenti di diverse squadre sia al nord che al sud Italia fin dal 1994, anno della prima edizione del torneo di Rugby al tocco di Oderzo, organizzato dalla locale squadra di rugby.

Durante gli anni successivi questa nuova sezione del Rugby Union è stata sviluppata in diversi settori tecnici dalla propaganda alle squadre senior con moltissime sfumature, dato che la disciplina stessa si prestava all'utilizzo per lo sviluppo di singole situazioni di gioco.

Molti tornei sono nati dal 1994 ad oggi con regolamenti sempre differenti e situazioni e storie molto diverse fra loro; molto spesso la nascita di un evento annuale ripetuto deriva dalla comparsa in una squadra di un giocatore proveniente da altri paesi sia italiani che dall'estero.

### La nascita dell'Associazione
Nel 2005, grazie all'opera di un sito amatoriale, le squadre che annualmente partecipavano a tornei di rugby al tocco sul territorio italiano si scambiarono contatti e informazioni portando la disciplina ad una dimensione nazionale. Due anni dopo, nel 2007, viene giocato il primo torneo internazionale di touch rugby con la partecipazione di una squadra francese, una svizzera ed una piccola selezione italiana formata da squadre venete. L'evento è organizzato dallo stesso sito amatoriale che ha messo in comunicazione le squadre due anni prima.

Un primo esperimento per fondare una associazione italiana di riferimento per l'unione di tutti gli stili di gioco è stato fatto nel 2007 ma la nuova associazione si staccò ben presto dal mondo del Rugby affiliandosi alla federazione internazionale del touch, un organismo esterno ed internazionale con sede in Australia.

Da questa prima esperienza e dalla volontà di alcune squadre di rimanere nel mondo del rugby nasce nel 2008 la Lega Italiana Touch Rugby. Il primo consiglio direttivo è formato da dieci persone provenienti da otto squadre e promosso dall'allora federazione italiana rugby league. Fra gli scopi dell'associazione quello dello sviluppo del Rugby al tocco per poter poi consegnare il movimento alla sua naturale collocazione all'interno della Federazione Italiana Rugby.

Nel giugno 2013 l'associazione Lega Italiana Touch Rugby ottiene dalla commissione tecnica della Federazione Italiana Rugby parere favorevole alla richiesta di riconoscimento avviata dall'associazione fin dalla sua fondazione per il suo utilizzo esclusivo del regolamento ufficiale del Touch Rugby IRB.
A luglio 2014 la Federazione Italiana Rugby ha deliberato la Presa d'Atto di Lega Italiana Touch Rugby assegnando all'associazione un proprio referente.

### Il presente
Il movimento è molto cresciuto in questi anni. Le caratteristiche di questo sport lo dividono in due grandi aree: movimento invernale, formato dalle squadre che praticano solo questa disciplina e che giocano il campionato italiano, e movimento estivo quando le squadre si moltiplicano di tre o quattro volte, con moltissimi tornei dedicati alla raccolta fondi, alla sensibilizzazione sociale e alla promozione del Rugby.

## Coppa Italia
Dal 2008 LITR organizza la Coppa Italia di Touch Rugby. L'albo d'oro vede:
- 2008 – Coppa Italia Assoluta – Paesium

Dal 2009 la competizione assegna 3 premi: uno per categoria mista (almeno una donna in campo sempre), uno per la categoria old (età media superiore a 35 anni) e uno per i vincitori del torneo a qualsiasi categoria partecipino.
- 2009 – Coppa Italia Assoluta – Paesium
- 2009 – Coppa Italia Mista – Asolo/Bassano
- 2009 – Coppa Italia Old – Paleoveneti Este

Nel 2010 la Coppa Italia è stata abbinata all'Emergency Cup
- 2010 – Coppa Italia Assoluta – Pirates Treviso
- 2010 – Coppa Italia Mista – Tokodenoka Asolo/Bassano
- 2010 – Coppa Italia Old – Prostatouch Treviso

- 2011 – La competizione non si è svolta

Dal 2012 la competizione torna a vincitore unico dato il regolamento di punteggio che tiene già naturalmente conto della composizione delle squadre
- 2012 - Coppa Italia Assoluta - Neanderthal Rugby Club
- 2013 - Coppa Italia Assoluta - Neanderthal Rugby Club
- 2014 - Coppa Italia - Vecchie Fiamme Old Rugby l'Aquila
- 2015 - Coppa Italia - Dal 2015 non è stata più organizzata.

## Winter League
Dalla stagione 2009/2010 LITR organizza la Winter League di Touch Rugby. L'albo d'oro vede:
- 2009/2010 - I Compari (Roma) - Finale svolta a Prato presso l'impianto di Via Galilei
- 2010/2011 - Neanderthal Rugby Paese (TV) - Finale svolta a Prato sempre in Via Galilei
- 2011/2012 - Untouchables (Frascati, Roma) - Finale svolta a Prato presso gli impianti del GISPI Rugby Prato
- 2012/2013 - Neanderthal Rugby Paese (TV) - Finale svolta a Prato presso gli impianti del GISPI Rugby Prato
- 2014 - Neanderthal Rugby Paese (TV) - Finale svolta a Prato presso lo stadio Chersoni del Cavalieri Prato
- 2015 - Vecchie Fiamme Old Rugby L'Aquila (AQ) - Finale svolta a Treviso presso gli impianti sportivi della Tarvisium Rugby
- 2016 - Neanderthal Rugby Paese (TV) - Finale svolta a Verona